# شیرجه در المپیک تابستانی ۱۹۸۴
شیرجه در بازی‌های المپیک تابستانی ۱۹۸۴ نام رویداد ورزش شیرجه در بازی‌های المپیک تابستانی بود که در سال ۱۹۸۴ برگزار شد.

## جدول مدال‌ها
| رتبه | کشور                      | طلا | نقره | برنز | مجموع |
| ۱    | ایالات متحده آمریکا (USA) | ۲   | ۳    | ۳    | ۸     |
| ۲    | چین (CHN)                 | ۱   | ۱    | ۱    | ۳     |
| ۳    | کانادا (CAN)              | ۱   | ۰    | ۰    | ۱     |

## کشورهای شرکت کننده
| - آرژانتین (۱) - استرالیا (۴) - اتریش (۱) - بلژیک (۱) - برزیل (۱) - کانادا (۷) - چین (۸) - جمهوری دومینیکن (۳) | - مصر (۴) - فنلاند (۱) - فرانسه (۱) - بریتانیای کبیر (۶) - هنگ کنگ (۲) - ایتالیا (۲) - ژاپن (۳) - کویت (۲) | - مکزیک (۶) - هلند (۱) - نیوزیلند (۳) - نروژ (۲) - پرتغال (۱) - کره جنوبی (۱) - اسپانیا (۲) - سوئد (۲) | - سوریه (۱) - ایالات متحده آمریکا (۷) - ونزوئلا (۱) - آلمان غربی (۴) - زیمبابوه (2) |